# 2383 Bradley
A 2383 Bradley (ideiglenes jelöléssel 1981 GN) a Naprendszer kisbolygóövében található aszteroida. Edward L. G. Bowell fedezte fel 1981. április 5-én.